# Union Jack-klänningen
Union Jack-klänningen var en ultrakort klänning som bars av sångaren Geri Halliwell från Spice Girls vid 1997 års Brit Awards. Miniklänningen hade Storbritanniens flagga, Union Jack, på framsidan och en variant av ett fredsmärke, antikärnvapenmärket, i vitt på den svartfärgade baksidan av klänningen. Dagen efter galan hade bilder av klänningens framsida publicerats av olika tidningar runt om i världen och är nu ihågkommen som en av de mest ikoniska popmomenten i 1990-talet och Brit Awards-historien. Klänningen har blivit synonym med Spice Girls, Halliwell och i sammanhangen Girl Power och Cool Britannia.
Enligt The Daily Telegraph kom klänningen på första plats i en omröstning under 2010, för att rösta fram de tio mest ikoniska klänningarna under de senaste 50 åren och slog andra minnesvärda plagg som Marilyn Monroes vita klänning. År 2016 utsågs klänningen till "Most Inspiring British Fashion Moment" i en onlineundersökning genomförd av den brittiska nätbutiken Very.
Vid 2010 års Brit Awards 2010 röstades Spice Girls framträdande där Union Jack-klänningen bars, fram till det mest minnesvärda framträdandet på 30 år. Klänningen är med i Guinness rekordbok som det dyraste plagg som burits av en popstjärna, som sålts på auktion.

## Bakgrund och historia
Spice Girls var kontrakterade att öppna 1997 års Brit Awards, där de också nominerades till fem priser. Den svarta klänningen från Gucci som Halliwell ursprungligen skulle bära, beskrevs som "för tråkig" av Halliwell. Halliwell bestämde att hon ville "fira att hon var brittisk" och bad sin syster Karen att sy fast en kökshandduk med Union Jack på den svarta klänningens framsida som en patriotisk gest. För att undvika att bli associerad med National Front, sydde Halliwell även fast  en variant av fredsymbolen "antikärnvapenmärket" på baksidan av klänningen. Halliwell bar den färdiga klänningen under framträdandet av ett medley, bestående av Wannabe och Who Do You Think You Are vid Brit Awards den 24 februari 1997. Gruppen vann också två priser den kvällen.

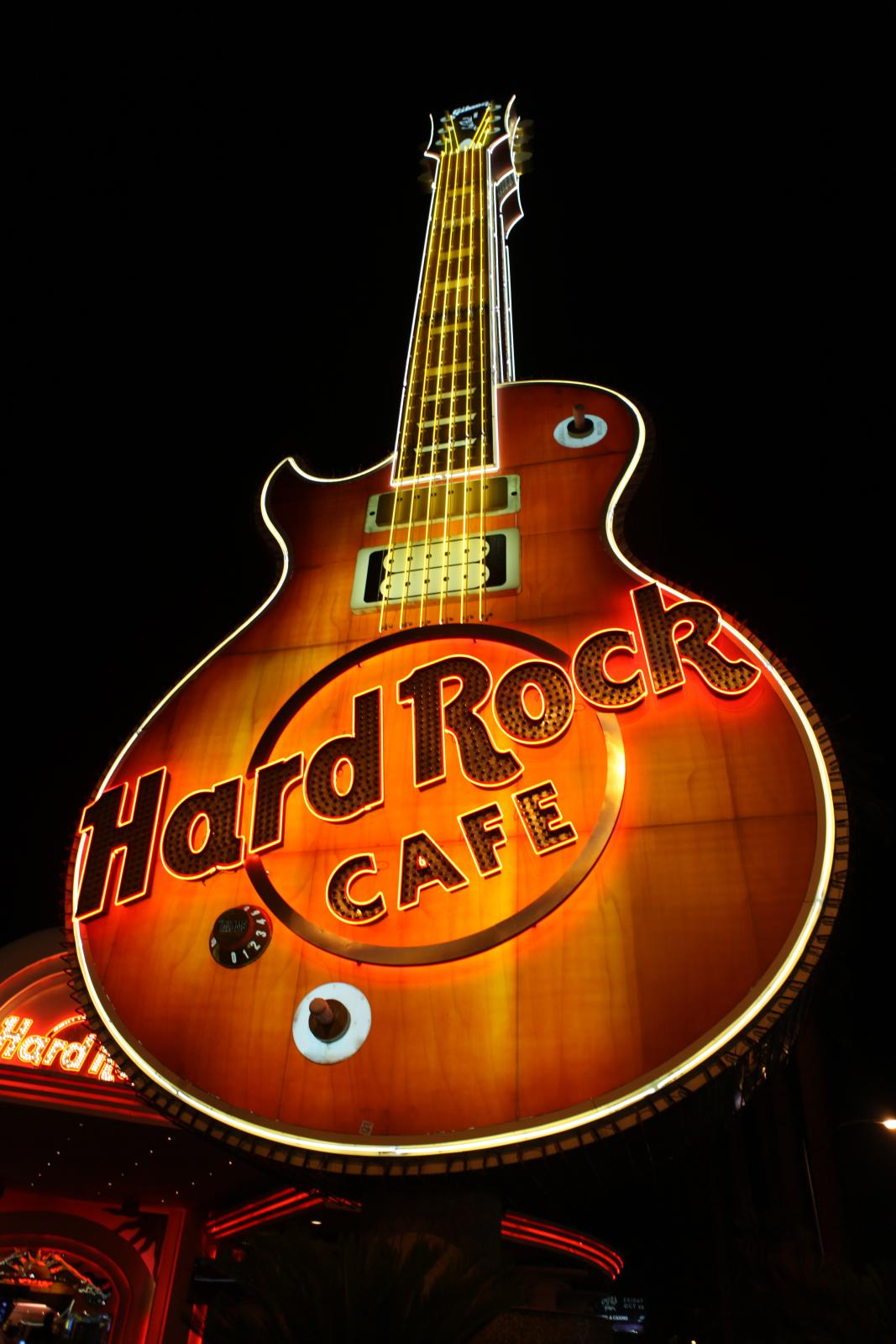
Gitarrskylten utanför Hard Rock Cafe Las Vegas, där klänningen visas.

### Försäljning
1998, ett år efter att Halliwell uppträtt i klänningen, auktionerade hon ut den på Londonfilialen för Sotheby's för 41 320 £. Köparen var Peter Morton, på uppdrag av Hard Rock Hotel and Casino i Las Vegas, som kom att visa upp plagget som popmemorabilia. Morton bjöd via telefon och slog andra budgivare som The Sun. Halliwell själv såg det "frenetiska budet", och slog klubban efter det slutliga budet. Klänningen värderades ursprungligen till 12 000 £, men det vinnande budet var 36 200 £ (41 320 £ inklusive 15% provision). Halliwell gav intäkterna från klädförsäljningen till en välgörenhetsorganisation för cancervård för barn. BBC kommenterade försäljningen och sa att den "markerar slutet på Geris kopplingar till Girl Power-bilden från det förflutna". Det höll Guinness världsrekord för de dyraste popstarkläderna som delades ut på auktion. Klänningen var en av många föremål av Spice Girls-memorabilia som såldes på auktionen, där den totala försäljningen uppgick till 146 511 £ för välgörenhet. Auktionen, med Halliwell som auktionerar Union Jack-klänningen, kan ses i dokumentären Geri av Molly Dineen.

## 2007
För Spice Girls återföreningsturné 2007, kallad The Return of the Spice Girls Tour, designade modedesignern Roberto Cavalli en ny Union Jack-klänning efter originalet åt Halliwell. Den nya versionen var något längre än originalet och flaggan gjordes av strass och Swarovskikristaller. Det rapporterades av olika medier att Halliwell hade försökt köpa tillbaka den ursprungliga klänningen innan deras turné påbörjades.
Halliwell uppgav i en senare intervju att hon "gillade" den nya klänningen och att hon hade beslutat att behålla den som memorabilia.

## 2012 klädkollektion
År 2012 designade Halliwell en klädkollektion baserad på klänningen.

## 2019-versionen

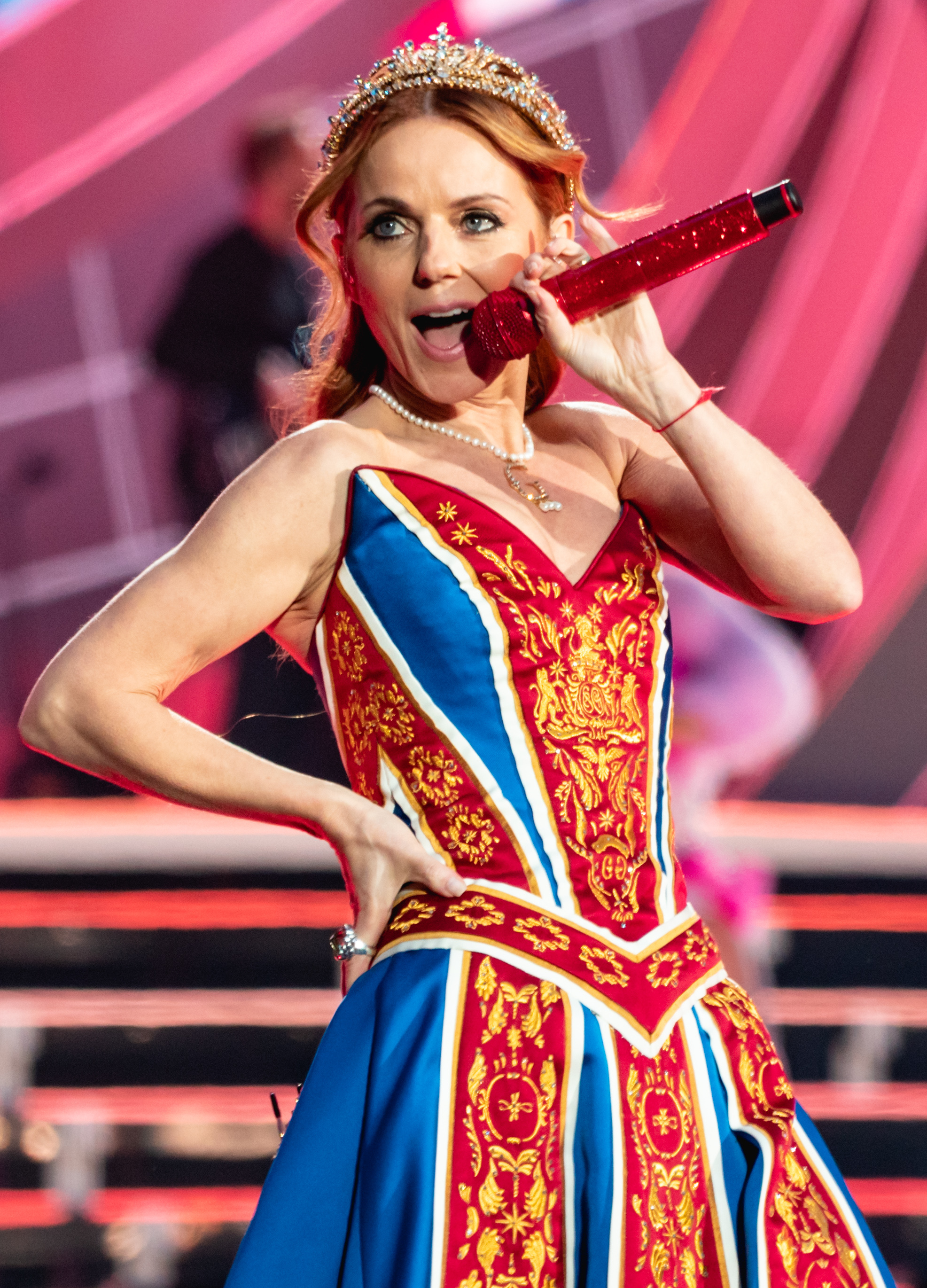
Geri Halliwell på Wembley, 2019.

För turnén Spice World – 2019 Tour hade Halliwell en omdesignad golvlång Union Jack-klänning som hade kungliga mönster på de röda ränderna och bar också en krona med klänningen.

## Bilder

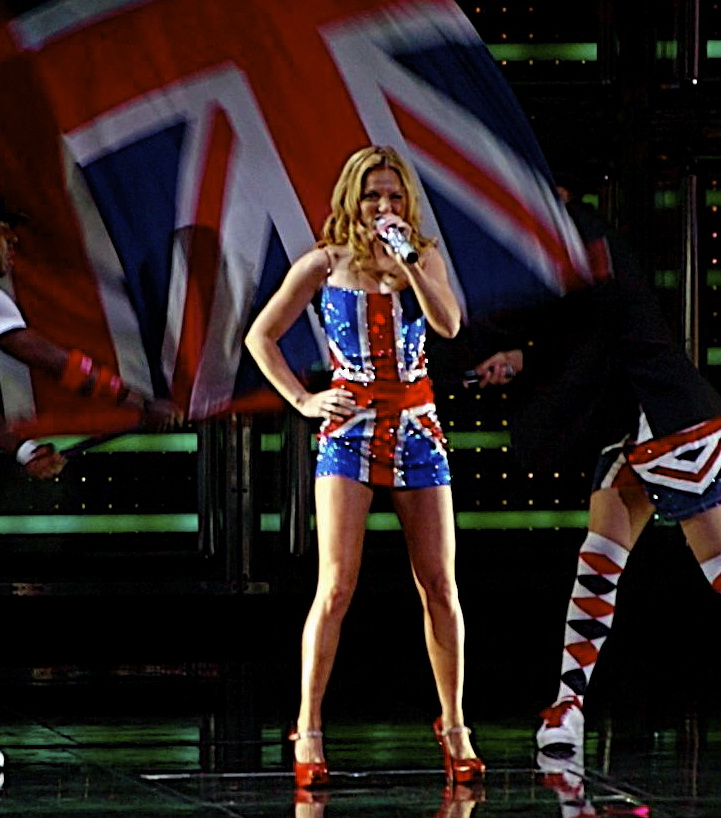
Halliwell i en ny utgåva av Union Jack-klänningen under Return of the Spice Girls Tour.
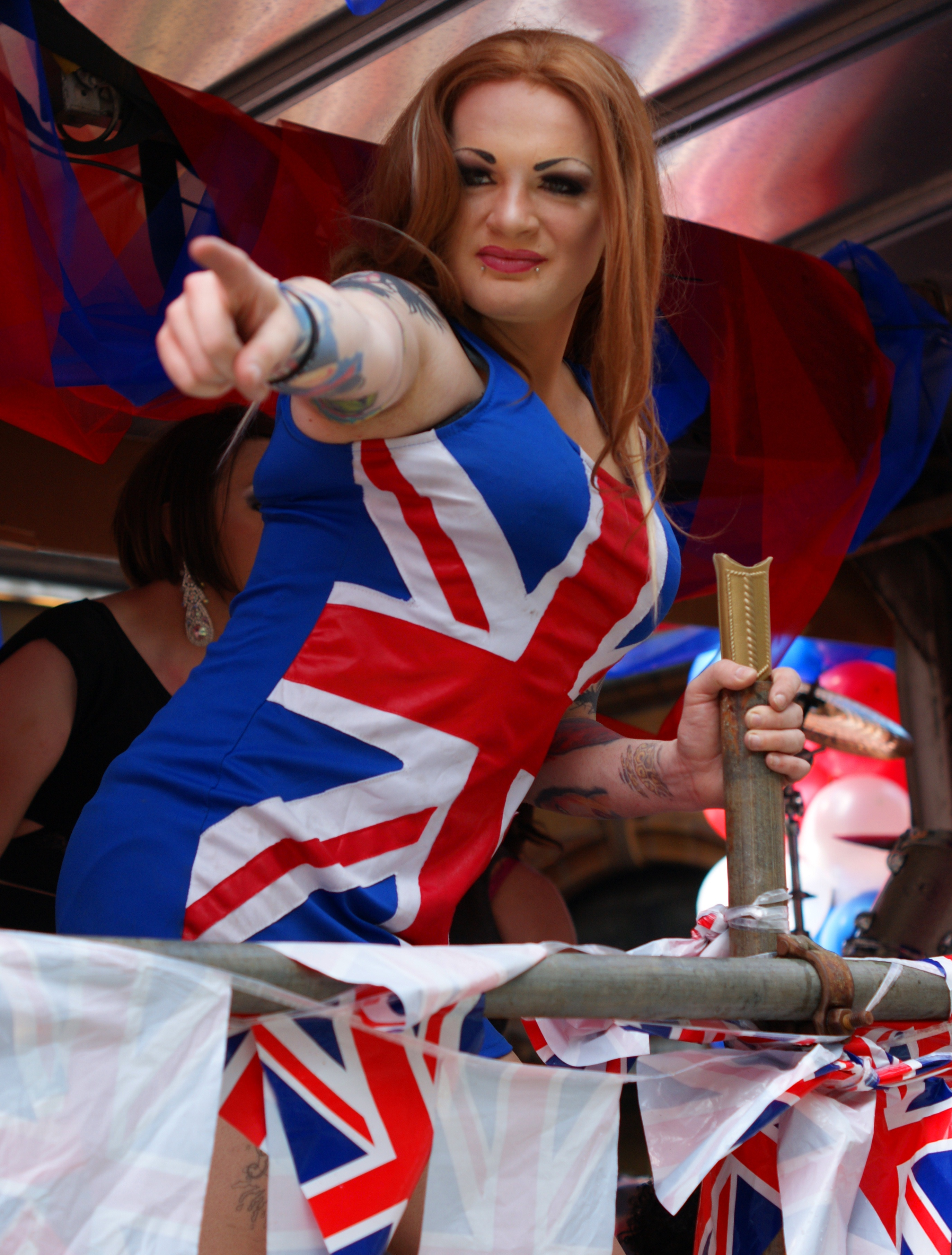
En deltagare vid Manchester Pride som bär en kopia av Union Jack-klänningen.
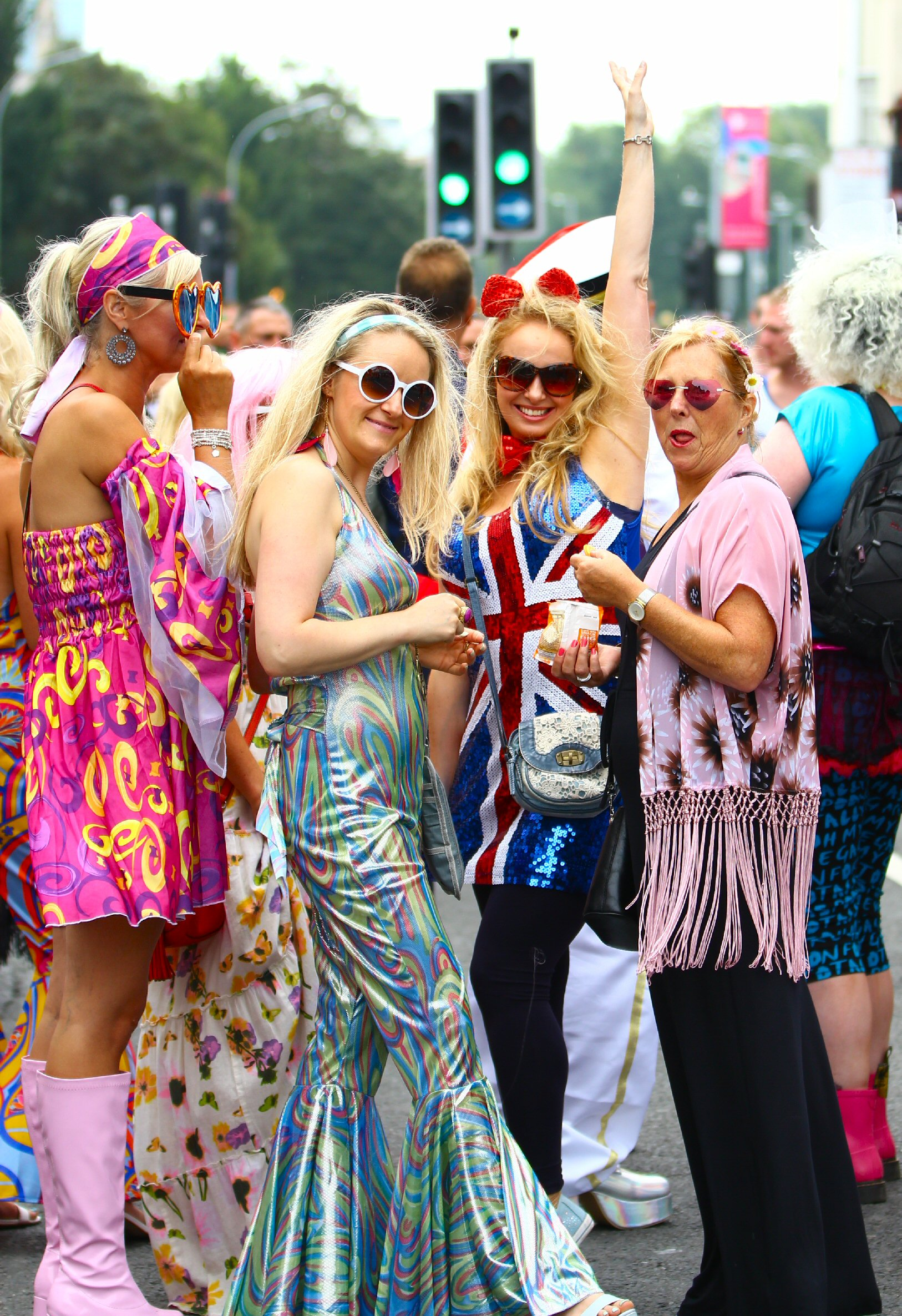
En deltagare vid Brighton Pride som bär en kopia av Union Jack-klänningen.
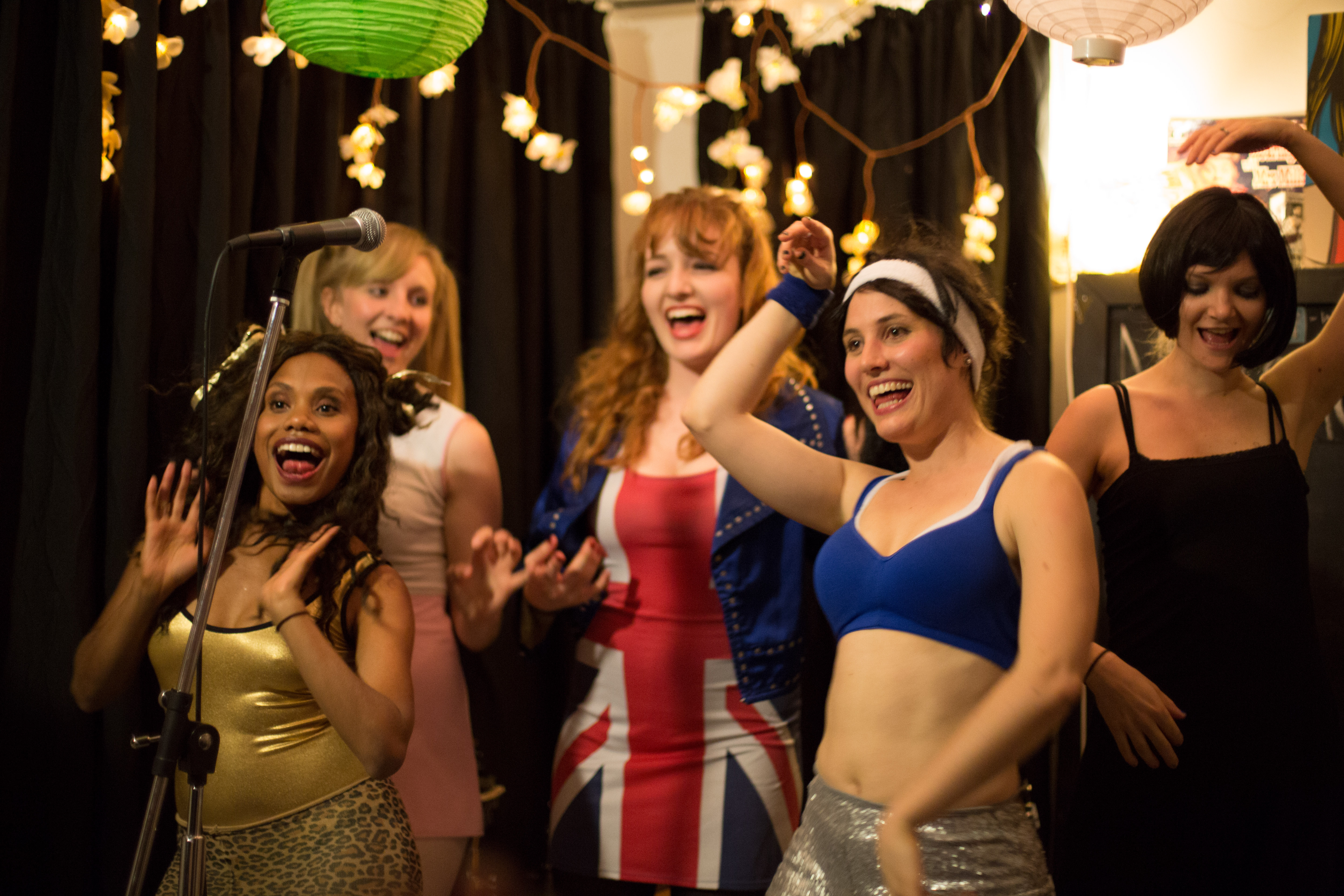
Fans klädda som Spice Girls med bland annat en kopia av Union Jack-klänningen.